# Premis del Sindicat Nacional de l'Espectacle de 1970
Els trentens Premis Nacionals de Cinematografia concedits pel Sindicat Nacional de l'Espectacle corresponents a 1970 es van concedir l'1 de gener de 1971 a l'Hotel Melià Castilla de Madrid. En aquesta edició els premis econòmics foren per 5 pel·lícules i 875.000 pessetes, i un total de 265.000 pessetes als premis al millor director, guió, actor i actriu principal, actor i actriu secundaris, fotografia, decorats i música. L'acte fou presentat per l'actor Fernando Sancho i hi van actuar la bailaora Carmen Mora i el còmic Fernando Esteso. Hi van estar presents el ministre Alfredo Sánchez Bella, el ministre de sindicats Enrique García-Ramal y Cellalbo, el director general de cultura popular Enrique Thomas de Carranza

## Guardonats de 1970
| Categoria                | Premi       | Pel·lícula premiada                          | Director                          |
| ------------------------ | ----------- | -------------------------------------------- | --------------------------------- |
| Premi especial           | 250.000 pts | Tristana                                     | Luis Buñuel                       |
| Premi especial           | 250.000 pts | Goya, historia de una soledad                | Nino Quevedo                      |
| 1r premi                 | 250.000 pts | Goya, historia de una soledad                | Nino Quevedo                      |
| 2n premi                 | 150.000 pts | La orilla                                    | Luis Lucia Mingarro               |
| 3r premi                 | 125.000 pts | La llarga agonia dels peixos fora de l'aigua | Francesc Rovira Beleta            |
| 4t premi                 | 100.000 pts | Hembra                                       | César Fernández Ardavín           |
| 4t premi                 | 100.000 pts | El bosque del lobo                           | Pedro Olea                        |
| Millor director          | 45.000 pts  | Luis Buñuel                                  | Tristana                          |
| Millor guió              | 45.000 pts  | Pedro Olea i Juan Antonio Porto              | El bosque del lobo                |
| Millor actriu            | 30.000 pts  | Carmen Sevilla                               | Enseñar a un sinvergüenza         |
| Millor actor             | 30.000 pts  | Fernando Rey                                 | Tristana                          |
| Millor actriu principal  | 20.000 pts  | Lola Gaos                                    | Tristana                          |
| Millor actor principal   | 20.000 pts  | Simón Andreu                                 | Trasplante de un cerebro          |
| Millor actriu secundària | 10.000 pts  | Emma Cohen                                   | Pierna creciente, falda menguante |
| Millor actor secundari   | 10.000 pts  | Tomás Blanco                                 | Don Erre que erre                 |
| Millor fotografia        | 25.000 pts  | José Fernández Aguayo                        | Tristana                          |
| Millors decorats         | 20.000 pts  | Eduardo Torre de la Fuente                   | Hembra                            |
| Millors música           | 20.000 pts  | Alfonso Santisteban                          | La orilla                         |